# Laetoli

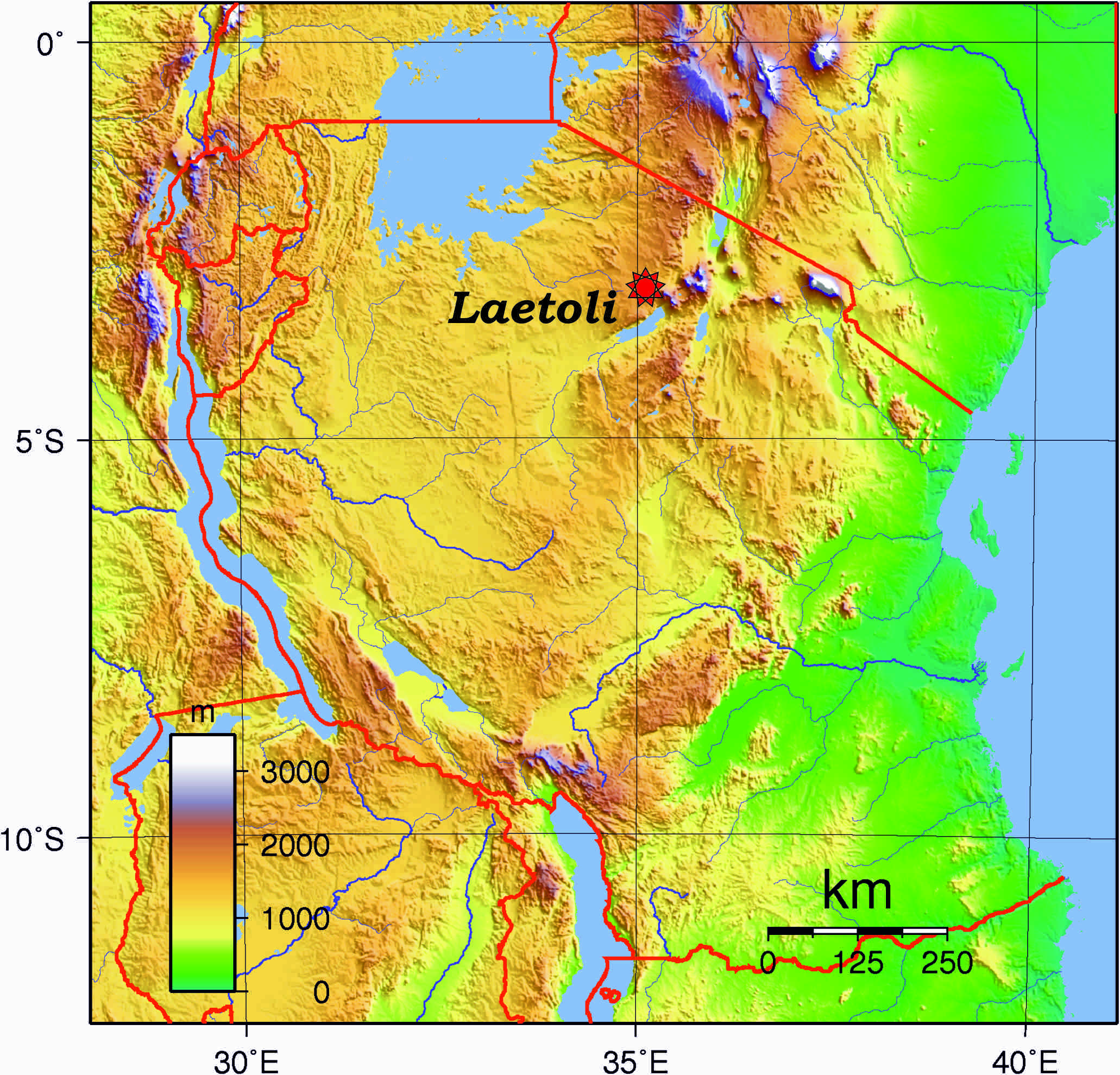
Laetoli na mapě Tanzanie

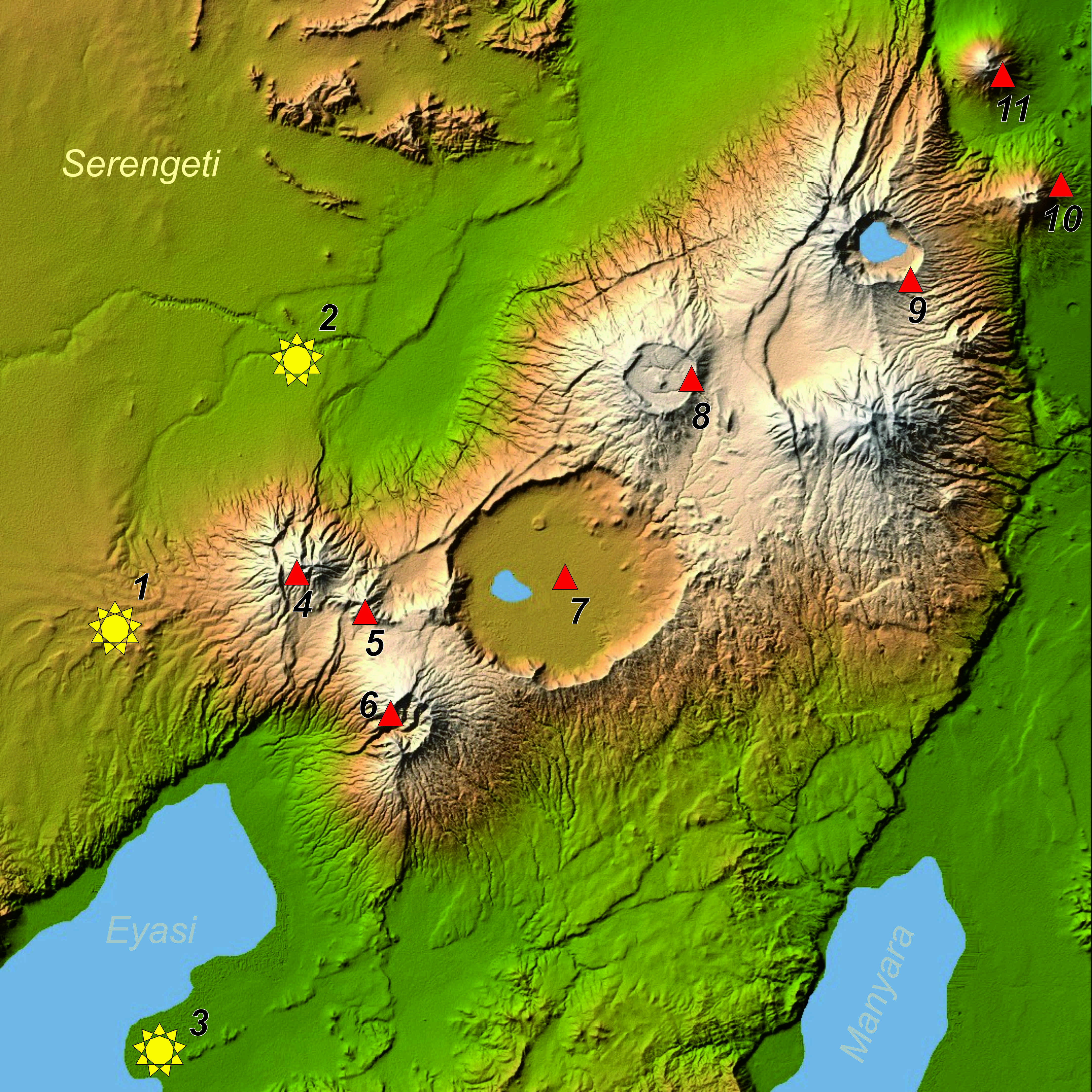
Laetoli a okolní sopky (1 – Laetoli; 2 – Olduvai; 3 – Eyasi; 4 – Sadiman; 5 – Lemagrut; 6 – Oldeani; 7 – Ngorongoro; 8 – Olmoti; 9 – Embagai; 10 – Kerimasi; 11 – Ol Doinyo Lengai)

Laetoli je oblast významných paleoantropologických lokalit z období pliocénu a pleistocénu, která se nachází poblíž kráteru Ngorongoro v severní Tanzanii, zhruba 30 km jihozápadně od Olduvajské rokle. Místo je světově proslulé především díky otiskům stop pliocenních živočichů (zejména předchůdce člověka druhu Australopithecus afarensis) ve vrstvě sopečného popela. Jako součást chráněné oblasti Ngorongoro patří od roku 1979 na seznam světového dědictví UNESCO.
Oblast se rozkládá po obou březích řeky Garusi. Název Laetoli je podle Louise Leakeyho odvozen z masajského označení místního druhu krvokvětu (Haemanthus), ale může se jednat i o zkomoleninu jména říčky Olaitole. Kvůli chybnému přepisu byl do roku 1979 užíván název Laetolil.
Na ploše asi 100 km² zde bylo zachyceno několik desítek míst s výskytem kostí pliocenní fauny. Převážně se jedná o povrchové nálezy, odhalované postupující erozí původních hornin.

## Geologie
Sedimenty v oblasti Laetoli lze rozdělit na několik části:
- Laetoli beds – stáří 3,6 – 4,36 milionu let (obsahují ostatky druhu Australopithecus afarensis)
- Ndolaya beds – stáří 2,66 – 3,16 milionu let (obsahují ostatky druhu Australopithecus aethiopicus)
- Lávy Ogol – stáří 2,3 milionu let
- Naibaded beds – stáří 2,06 - 2,16 milionu let
- Olpiro beds – stáří 2 miliony let
- Ngaloba beds – stáří méně než 200 tisíc let

Jednotlivé části jsou proloženy četnými vrstvami sopečného tufu, který umožňuje jejich přesné datování pomocí radiometrických metod.

## Paleoantropologie
Laetoli na popud místních obyvatel poprvé navštívil Louis Leakey během prací v nedaleké rokli Olduvai v listopadu roku 1935. Objevil zde jen několik zlomků zvířecích kostí, takže oblasti nadále nevěnoval velkou pozornost. Zachytil však i spodní špičák, který patřil druhu Australopithecus afarensis. Přestože jeho příslušnost k tomuto druhu homininů byla rozeznána až v roce 1981, činí z Laetoli místo prvního nálezu australopitéků ve východní Africe.
V únoru roku 1939 v oblasti pracoval německý badatel Ludwig Kohl-Larsen, který mimo jiné odhalil zlomek horní čelisti a izolovanou horní stoličku hominina. Sám nálezce se taxonomického určení zdržel. Většina odborníků kosti považovala za doklad přítomnosti jihoafrického druhu Australopithecus africanus ve východní Africe, někteří v nich ale spatřovali odlišné tvory. Tak bylo v roce 1950 navrženo pojmenování Meganthropus africanus podle podobnosti s druhem Meganthropus, nalézaným v té době na Jávě a v roce 1955 označení Praeanthropus africanus. Až výzkumy v 70. letech ukázaly, že se rovněž jedná o ostatky druhu Australopithecus afarensis.

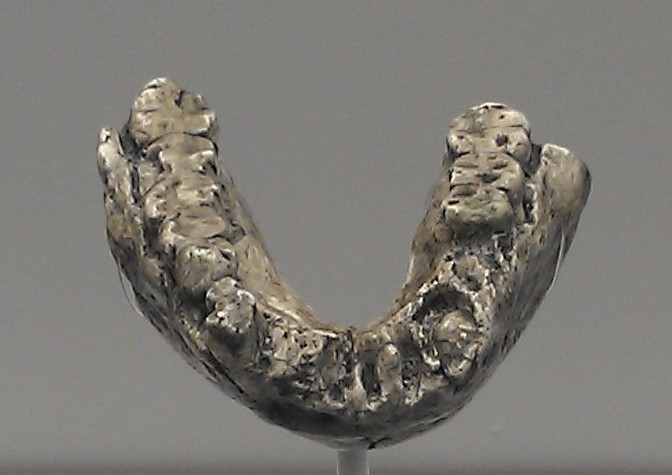
Dolní čelist LH4

Nejzásadnější výzkumy v letech 1974 - 1979 vedla Mary Leakey, jejíž tým mimo množství informací o geologii a chronologii zachytil na 1000 vzorků savců včetně 28 ostatků homininů, starých zhruba 3,6 milionu let. Kromě izolovaných zubů a zlomků čelistí byla odhalena i neúplná kostra nedospělého jedince (LH21). Shodou okolností téměř současně došlo k velkým objevům i v etiopském Hadaru a po srovnání nálezů z obou oblastí bylo zjištěno, že se jedná o ostatky téhož druhu. V roce 1978 byly společně popsány jako Australopithecus afarensis a čelist LH4 z Laetoli se dokonce stala typovou fosilií druhu.
Expedice do Laetoli pokračovaly i v 80. a 90. letech 20. století, ale ostatky homininů byly objevovány jen vzácně. V letech 1998 - 2005 se práce soustředily především na poznání přírodního prostředí oblasti v pliocénu. Získáno bylo přes 2500 vzorků živočichů a rostlin a kromě několika kostí A. afarensis byly nalezeny i ostatky homininů druhu Australopithecus aethiopicus. V roce 2011 byla oblasti věnována dvousvazková monografie, soustředící se převážně na geologii, chronologii a paleoekologii. Zásadní objevy ze 70. let 20. století byly souhrnně publikovány již v roce 1987.
Nálezy z let 1974 – 1979 jsou uchovány v Keňském národním muzeu v Nairobi. Materiál získaný v roce 1935 se nachází v Přírodopisném muzeu v Londýně a objevy z roku 1939 v Institutu pravěku a středověku Eberhardo-Karlovy univerzity v Hohentübingen. Novější ostatky z přelomu 20. a 21. století jsou uložené v Národním muzeu Tanzanie.
Nálezy ze 70. let byly přímo v terénu vyznačeny pevnými betonovými podstavci s vloženým kamenem, na němž je vyryt katalogový kód příslušného nálezu (LH1, LH2, LH3,…).

## Paleoekologie

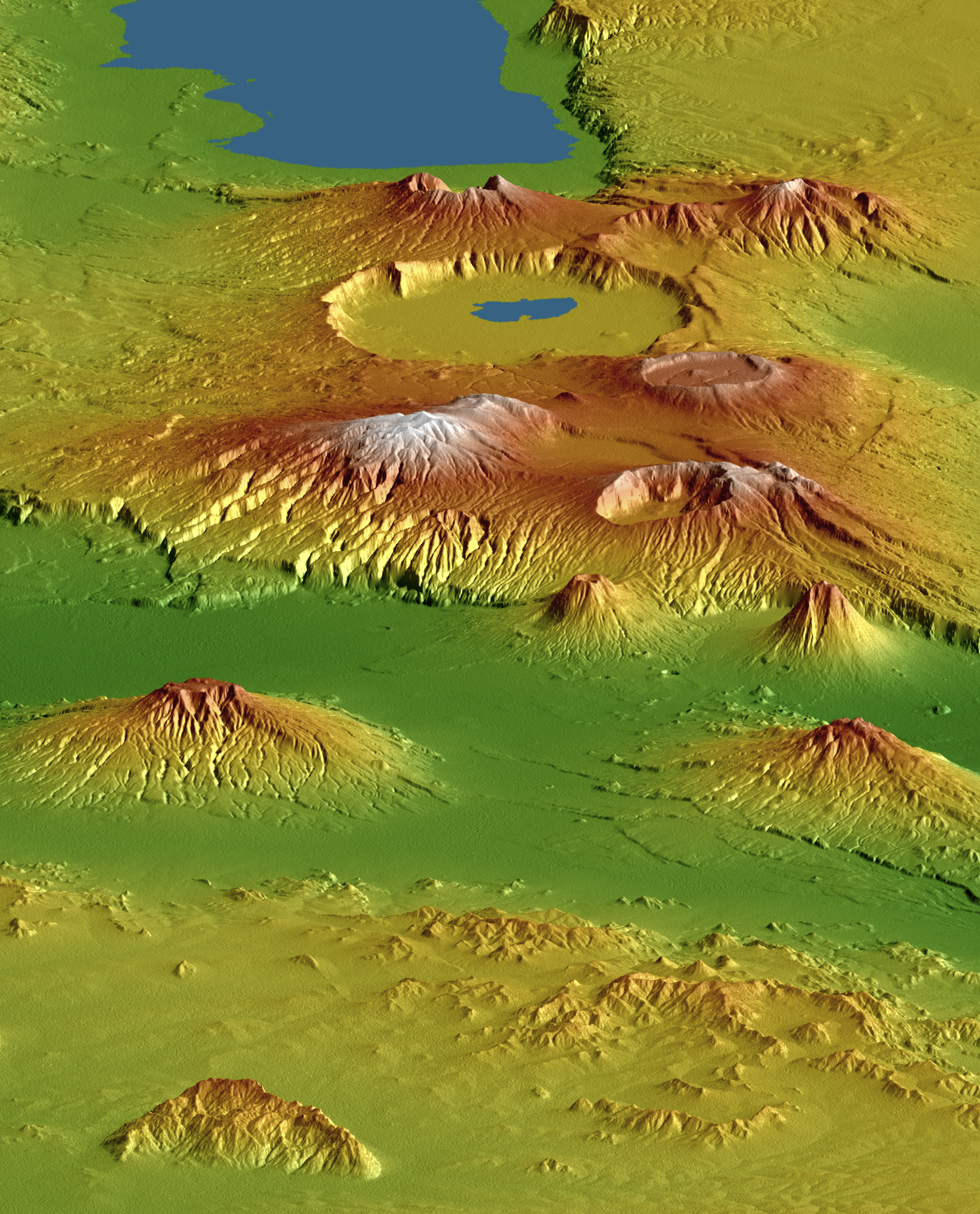
Sopky severně od Laetoli (pohled od severu)

Přírodní prostředí celé oblasti v pliocénu bylo podle prvních analýz vnímáno jako spíše suché a bezlesé, představované především otevřenou savanou jen s minimálním množstvím stromů či keřů. Dokladem byly hojně nalézané suchomilné druhy zvířat (hrabáči, noháči, rypoši, hlodavci Saccostomus i Aethomys).
Mladší výzkumy, zahrnující studium pylů, půdních izotopů, fytolitů i fosilního dřeva však pro dobu před 3,6 miliony let prokázaly přece jen četnější výskyt občasných vodních zdrojů a hustších porostů včetně pobřežních lužních lesů, křovin či prosvětlených lesíků. Jejich přítomnost potvrzují i nové nálezy ostatků chocholatek, dikdiků, zástupců rodu Tragelaphus a primátů - kombovitých, kočkodanů i hulmanů. Přesto se jednalo o oblast výrazně sušší než byly ostatní známé soudobé lokality. Chybí zde jakékoliv doklady stálých vodních toků či jezer a nedostatek vody může být i důvodem poměrně malého početního zastoupení australopitéků v této oblasti.
Směrem k závěru pliocénu je patrné šíření savany na úkor lesních porostů, jak naznačují nejen výsledky studia půdních izotopů, ale i silnější zastoupení kostí gazel a buvolků. Přetrvávající přítomnost primátů a hlodavců rodu Thallomys však ukazuje, že omezené ostrůvky stromů přežily i v tomto období.
Velký vliv na přírodní podmínky patrně měly časté spady sopečného popela z nedalekých vulkánů. Popel poměrně silnými vrstvami pohřbíval půdu i s rostoucí vegetací a dočasně mohl též kontaminovat vzácné vodní zdroje.

## Fosilní stopy

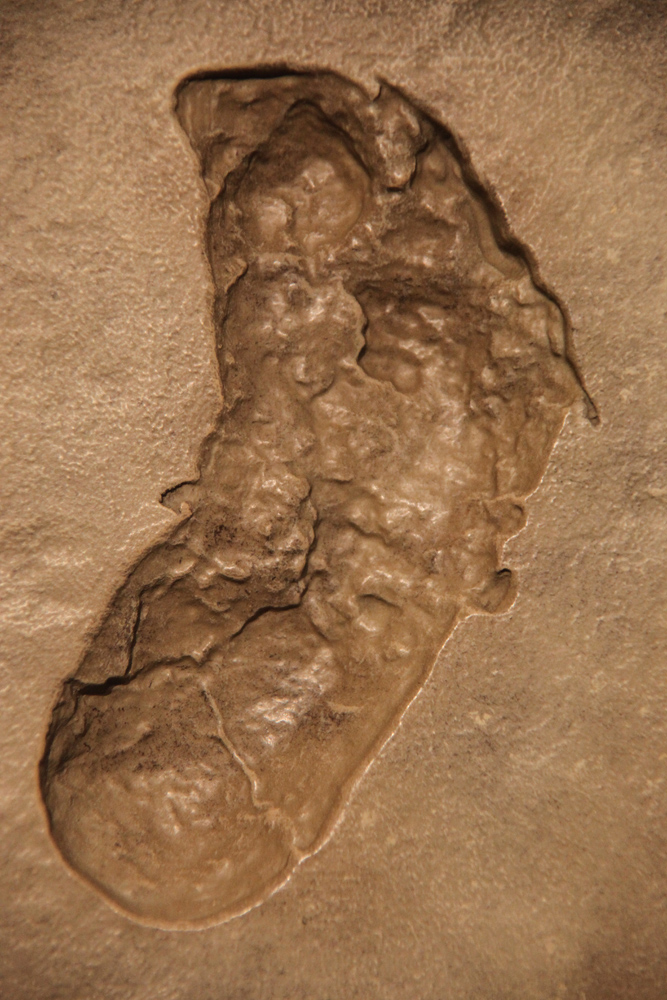
Odlitek jedné ze stop v Laetoli

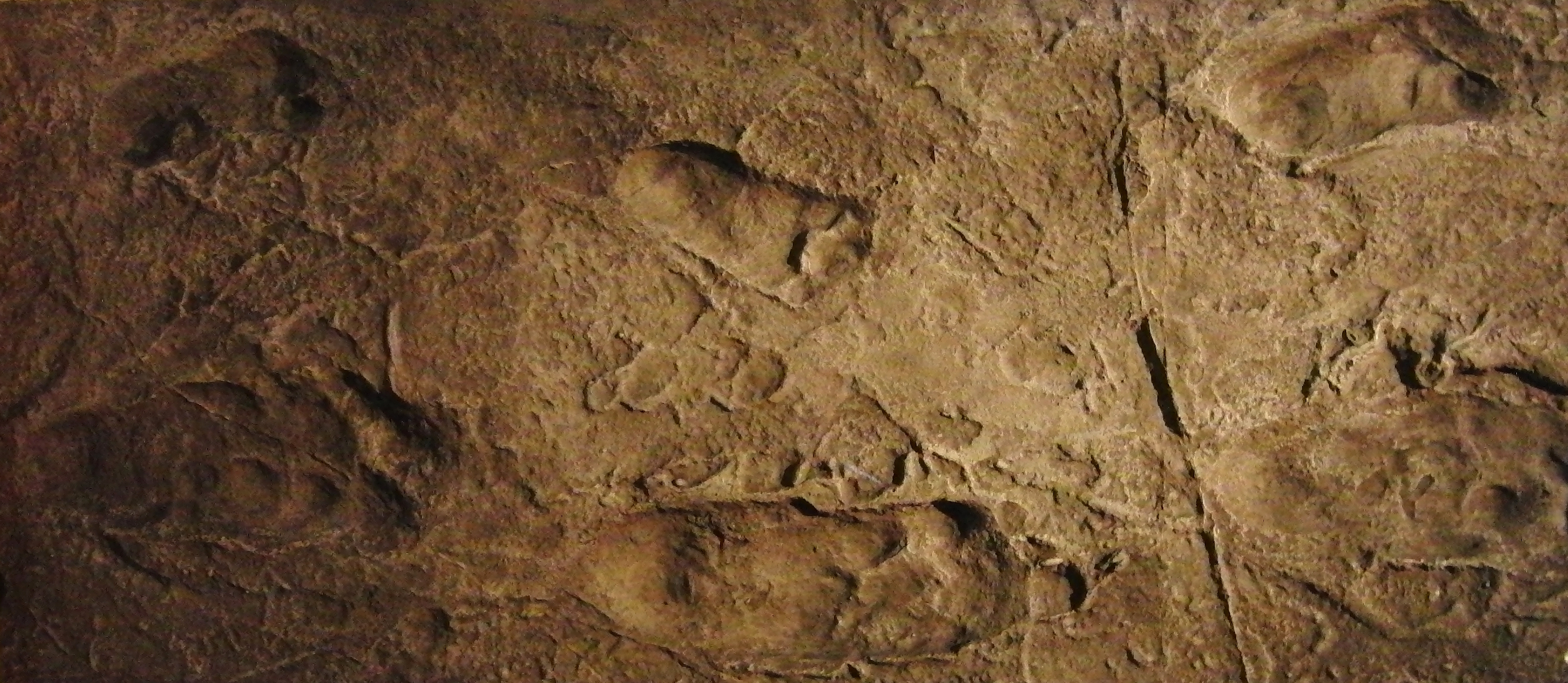
Odlitek části stop z Laetoli

Jedním z nejpozoruhodnějších objevů se v Laetoli staly stopy zvířat, otištěné ve vrstvě sopečného popela ve svrchní části Laetoli Beds. Vrstva tufu, vytvořená tímto popelem, byla označena jako „tuf 7“, objevuje se ale i název „footprint tuff“ (tj. tuf s otisky). Stáří je nejnověji určeno na 3,66 milionu let. Většinou se uvádí, že zdrojem popela byl vulkán Sadiman, vzdálený od Laetoli asi 20 km na severovýchod, některé studie to však zpochybňují.
Stopy se do současnosti dochovaly jen díky unikátní souhře mnoha okolností. Samotný sopečný popel je nesoudržný a otisky by brzy zanikly činností větru a vody. Protože ale ke spadu došlo na počátku období dešťů, první přeháňky vytvořily ze zhruba 15 cm silné vrstvy jemnou kašovitou hmotu na způsob cementu, do níž se s velkou přesností otiskly stopy všech zvířat, která přes ni přešla. Na prudkém slunci popelovitá vrstva během několika hodin ztuhla a stopy uchovala. Později ji překryly další vrstvy sedimentů, které působily jako ochranný kryt. Jen na několika místech, kde byly tyto mladší sedimenty erozí znovu odstraněny, se tuf dostal opět na povrch.
První z takových úseků objevil zcela náhodou v roce 1976 Andrew Hill, když o jednu ze stop klopýtl během chvilkové hry s kolegy. Následně tým pod vedením Mary Leakey v letech 1976 - 1979 odhalil 16 míst s dochovanými otisky nohou různých živočichů (plochy A - P). V jednotlivých úsecích s celkovou rozlohou asi 800 m² tak bylo zachyceno téměř 18 tisíc jednotlivých stop.
Zanechaly je nejrůznější druhy pliocenních ptáků i savců – pštrosi, perličky, zajíci, cibetky, hyeny, kočkovité šelmy (snad serval nebo karakal), šavlozubí tygři, kočkodanovití, sloni (vyhynulý Loxodonta exoptata a snad i Deinotherium), nosorožci, koník Hipparion, Ancylotherium, prasata, žirafy i početní turovití (Simatherium, přímorožec Hippotragus, buvolci, dikdik). Množství stop přitom může být alespoň zčásti důsledkem migrací, které doprovázely počátek období dešťů.
Největší senzaci však vzbudilo oznámení, že byly nalezeny i stopy dvounohých hominidů. Jednalo se totiž o první jasný doklad bipední chůze v pliocénu, který potvrdil v té době ještě nejisté domněnky, odvozované z utváření neúplných kosterních ostatků. Nález navíc odborníky utvrdil v předpokladu, že adaptace k dvounohé chůzi předcházely výraznějšímu rozvoji mozku i užívání nástrojů.
První čtyři špatně čitelné otisky byly publikovány z plochy A, ale později se vědci přiklonili k názoru, že patří spíše medvědovité šelmě (snad z rodu Agriotherium), která může mít jako ploskochodec podobný tvar stop.
Mnohem přesvědčivější jsou otisky, které na ploše G objevil geochemik Paul Abell 24. července 1978. Představují je dvě souběžné trasy (G1 a G2), probíhající v délce zhruba 27 m od jihu k severu. Západní trasu G1 tvoří 39 stop délky 18,5 cm, zatímco ve východní trase G2 je dochováno 31 stop délky 21,5 - 24 cm.
Na základě velikosti chodidel byl proveden odhad výšky obou hominidů – menší stopy patřily tvorovi se vzrůstem asi 123 cm, zatímco velké stopy mohl vytvořit jedinec dosahující 140 - 150 cm. Často se předpokládá, že větší tvor byl samec a menší samice, stejně tak ale mohlo jít o mládě, jdoucí vedle dospělého. V každém případě jsou obě řady velmi blízko u sebe a dělí je jen 17 - 25 cm. To znamená, že pokud šli dva jedinci vedle sebe, museli se dotýkat nebo přímo držet za ramena a vzájemně přizpůsobit délku kroku. Je ale rovněž možné, že šli jen těsně za sebou, ačkoliv stopy jsou tak nápadně souběžné, že se o tom příliš neuvažuje. Podrobné prozkoumání také ukázalo, že menší jedinec se v jednom místě krátce zastavil a pootočil směrem k západu, než pokračoval dál v cestě.
Ve stopách většího jedince (G2) byly později identifikovány ještě otisky třetího hominida (G3), který kladl menší nohy do velkých stop G2. Ne všichni ale s existencí třetího jedince souhlasí – stopy G2 podle nich mohly být jen více rozmazané vlivem méně pevného podkladu pod nohama většího tvora.
Nalezené otisky jsou téměř k nerozeznání od lidských a na těch lépe dochovaných je dobře vidět podélná nožní klenba i palec v jedné linii s ostatními prsty. Pozorovat lze i lidský způsob přenášení váhy z paty na špičku, odlišný od šimpanzů, kteří chodí po vnější hraně chodidel. Část badatelů však zdůrazňuje přetrvávající znaky lidoopů na některých otiscích, především mírně odtažený palec. Jisté je, že mechanika chůze, jakkoliv podobná moderním lidem, měla určité svébytné znaky.
Nejčastěji se předpokládá, že původcem stop byli zástupci druhu Australopithecus afarensis. K této domněnce vede fakt, že se jedná o druh žijící nejen ve stejném časovém období, ale i ve stejné oblasti. Odpůrci ovšem namítají, že otisky jsou natolik lidské, že je nemohli vytvořit afarští australopitékové. K pochybnostem vede zejména jasná přítomnost podélné klenby na otiscích z Laetoli, ale její nejisté projevy na kosterních nálezech. Novější analýzy ostatků druhu A. afarensis však její přítomnost spíše potvrzují. Přesto je možné, že stopy vytvořil jiný, dosud neznámý hominid. Takové otázky znovu rozvířil například kontroverzní objev druhu Kenyanthropus platyops v roce 1998.
Protože se jedná o ichnofosilii, tedy o pozůstatek životních projevů dávného organismu, bylo navrženo používání názvu Praehominipes leatoliensis.

Schéma plochy G v Laetoli: 1 - původní terén; 2 - tuf s otisky; 3 - starší tuf pod vrstvou s otisky; 4 - porušení; A, B - Hipparion; C - hříbě rodu Hipparion; D - masožravec; G1, G2/3 - hominidé

## Konzervace

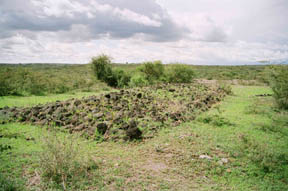
Mohyla lávových kamenů nad stopami v roce 2006

Stopy hominidů byly po dokumentaci a sejmutí odlitků v roce 1979 znovu zahaleny ochranným krytem z písku a kamení, aby se předešlo jejich zničení klimatickými vlivy. Přesto bylo na popud tanzanské vlády v 90. letech 20. století přikročeno ke kontrolnímu odkryvu z obavy před narušením náletovou vegetací. Některé ze stop již prorostly kořeny akácií, a proto byl v roce 1993 vypracován projekt na důkladnou konzervaci, kterou roku 1998 provedli odborníci z Getty Conservation Institute. Stopy byly po základním zpevnění zahrnuty vrstvami písku a zeminy, proloženými geotextilií. Vše překryly místní lávové balvany. Předtím ale bylo dočasné odhalení tufu využito k další podrobné dokumentaci stop s využitím moderních metod (např. fotogrammetrie).
I přes pečlivé provedení prací se ovšem na počátku 21. století objevují zprávy, že stopy dále trpí vlivem eroze i náletové vegetace. Proto někteří odborníci usilují o vybudování muzea, které by přímo nad plochou s otisky umožnilo nejen jejich ochranu, ale i návštěvnický provoz a neomezený přístup pro odborné studie. Jiní považují za rozumnější vrstvy tufu vyjmout a přenést je do jednoho z již existujících tanzanských muzeí. Prezentace přímo v Laetoli by podle nich nebyla udržitelná a vedla by k další degradaci, protože se jedná o vzdálené, obtížně přístupné místo bez dostatečné infrastruktury. Obě varianty - vybudování a provoz nového muzea, které by bylo schopné zajistit stabilní klima, ale i přeprava málo soudržné a plošně poměrně rozsáhlé vrstvy tufu - jsou ovšem velmi náročné organizačně i finančně. I proto došlo na konci 20. století k vybudování pasivního ochranného krytu. Stopy z Laetoli jsou tak prozatím prostřednictvím velkého odlitku k vidění v nedalekém muzeu Olduvajské rokle, které bylo v souvislosti s konzervací otisků v roce 1998 upraveno. V menších kusech lze odlitky nalézt v mnoha dalších muzeích po celém světě.